# Carolyn Huntoon
Carolyn Leach Huntoon (ur. 25 sierpnia 1940 w Leesville, Luizjana) – pierwsza amerykańska kobieta na stanowisku dyrektorskim Centrum Lotów Kosmicznych im. Lyndona Johnsona w Houston, w stanie Teksas. Funkcję dyrektorki Centrum pełniła w latach 1994–1996. Swoją karierę zaczynała w NASA w 1970 roku.

## Kariera w NASA
Przed mianowaniem na dyrektorkę Centrum Kosmicznego, Carolyn Huntoon, kierowała badaniem mającym na celu rozpoznanie mechanizmów adaptacji ciała ludzkiego do warunków lotu kosmicznego.
Brian Welsh, rzecznik Centrum Kosmicznego, komentując nominację Huntoon na dyrektor, powiedział: „Kobiety w NASA obejmują stanowiska, o których objęciu w czasach misji Apollo nie było mowy... Dochodzimy do chwili, gdy objęcie takich stanowisk przez kobiety przestaje być nowiną”.
W 1996 roku Carolyn Huntoon odeszła z Centrum Kosmicznego. Rozpoczęła wówczas służbę w administracji prezydentów USA: Billa Clintona oraz George’a W. Busha. Pracowała w Departamencie Energii Stanów Zjednoczonych na stanowisku zastępcy sekretarza ds. zarządzania środowiskiem. Objęcie tego stanowiska wymagało zatwierdzenia przez Senat Stanów Zjednoczonych. Jako zastępca sekretarza Huntoon nadzorowała porządkowanie 113 obiektów nuklearnych w 30 stanach i jednym terytorium. Zarządzała siedmioma biurami terenowymi Departamentu Energii, w tym odpowiedzialnym za strefę rzeki Savannah.
Po przejściu na emeryturę i odejściu ze służby rządowej, Huntoon pracuje jako niezależna konsultantka w dziedzinie energii i lotnictwa. Doradza zarówno sektorowi rządowemu, jak i prywatnemu w zakresie właściwego usuwania radioaktywnych odpadów nuklearnych, a także fizjologicznych reakcji na podróże kosmiczne.
Huntoon jest członkinią Amerykańskiego Towarzystwa Astronautycznego, American Institute of Aeronautics and Astronautics oraz Aerospace Medical Association. Jest laureatką rosyjskiego Medalu im. Jurija Gagarina, który otrzymała za wkład w rozwój biologii kosmicznej i medycyny. Jest także laureatką medalu im. Siergieja Korolowa przyznanego przez Rosyjską Federacji Kosmonautyki w uznaniu jej wkładu w kształtowanie Programu Shuttle-Mir.

## Życie osobiste
Carolyn Huntoon urodziła się w Leesville, w parafii Vernon, w zachodniej Luizjanie. Jej rodzice to Claude, Sr. i Lucille Leachowie.
Starszym bratem Carolyn jest Buddy Leach, który w latach 1979–1981 był członkiem Izby Reprezentantów Stanów Zjednoczonych z 4. okręgu wyborczego w Luizjanie. Przed 1979, oraz po 1981 Buddy Leach był członkiem Izby Reprezentantów w Luizjanie. W latach 2010–2012 pełnił funkcję przewodniczącego Partii Demokratycznej w stanie Luizjana.
W 1958 roku Carolyn ukończyła Leesville High School. Następnie uczęszczała do pobliskiego Northwestern State University w Natchitoches, gdzie w 1962 roku uzyskała dyplom licencjata. Naukę kontynuowała w Baylor College of Medicine w stanie Houston, gdzie uzyskała tytuły magistra, a następnie doktora nauk technicznych. W 2003 roku została wprowadzona do Louisiana Political Museum i Hall of Fame w Winnfield. Jako zasługi polityczne – wymagane do tego wprowadzenia – zaliczono jej służbę w administracji rządowej USA.
Huntoon i jej mąż Harrison Hibbert Huntoon mieszkają w Barrington na Rhode Island.